# モーゼス・ブラ
モーゼス・ツェー・ブラ（英語: Moses Zeh Blah、1947年4月18日 - 2013年4月1日）は、リベリア共和国の政治家。同国の第23代大統領。

## 来歴
1947年、コートジボワールとの国境に近いニンバ郡北東部の町で生まれた。1980年代、当時の大統領サミュエル・ドウに対する憎しみを共有するチャールズ・テイラーと行動を共にした。ブラの妻をはじめとする数百人が、1985年のドウによる民族大虐殺で殺害されている。ブラはテイラーとリビアのゲリラキャンプで訓練し、1990年代のリベリア内戦では司令官としてテイラーを支えた。1997年にテイラーが大統領に就任すると、ブラはリビアとチュニジアの大使の職に就いた。2000年6月、イノック・ドゴレア副大統領が死亡し、ブラが後任となった。ドゴレアの死は、毒殺ではないかという疑惑がある。
副大統領としてのブラは、穏やかで気取ったりでしゃばったりしない人柄であったことが知られている。運転手を連れて大々的な車列で出かけるよりも、自分のジープで町中を走ったという。また、オリーブグリーンの軍服ではなくアフリカの伝統的正装を着た。ブラは、周囲に常についてくるボディガードに対する苛立ちを常々漏らしていた。
2003年6月、テイラーがガーナでの和平会談のために不在だった際に、権力の掌握を図った。これにはアメリカがブラを促したとされている。またテイラーはこの期間中、シエラレオネでの戦争犯罪に対する罪で告発されている。テイラーが帰国すると、ブラは10日間軟禁されたが、解放されて副大統領に復帰している。
同年8月11日、テイラーがナイジェリアへ亡命したことに伴い、暫定政府に移行する10月までの2ヶ月間にわたって大統領に就任した。反政府勢力だったリベリア民主和解連合（LURD）からは、テイラーに近く彼の政策を続ける人物だとして非難された。ブラは短い期間であったが反政府勢力だった者たちへの和解を試み、彼らを「兄弟」と呼び「水に流そうではないか。力があれば、それを分け合おう」と呼びかけた。
2013年4月1日、首都モンロビアの病院で死去。死因等の詳細は明かされていないが、心臓の不調を訴えていたという。65歳没。
ブラはもともと整備士として訓練を受けていた。また、ドイツ語、フランス語そしてアラビア語が流暢である。妻ネティとの間に多くの子を授かり、また多くの孫がいる。